# Edinburgh Rugby
Edinburgh Rugby és un equip professional de rugbi a 15 escocès que participa en la Magners League. El club disputa els seus partits a Edimburg, a l'estadi de Murrayfield.

## Jugadors emblemàtics
- Mike Blair